# Alexander Meier
Alexander Meier, född 17 januari 1983, är en tysk före detta fotbollsspelare som senast spelade för Western Sydney Wanderers.

## Karriär
Meier gjorde 17 mål i 2. Fußball-Bundesliga 2011/2012 och blev delad skyttekung med Olivier Occéan och Nick Proschwitz.
I september 2019 värvades Meier av australiska Western Sydney Wanderers.